# Аянамі Рей
Аянамі Рей (яп. 綾波レイ, あやなみ レイ) — одна з головних персонажів аніме та манґи Neon Genesis Evangelion. Перша з дітей, які здатні керувати бойовими роботами Євангеліонами (скорочено — Євами), створеними організацією Gehirn та її наступником Nerv для захисту від таємничих створінь — Ангелів. В оригінальній версії аніме Аянамі озвучує відома сейю Хаясібара Меґумі, в англійському перекладі — американська актриса Аманда Вінн-Лі.
Рей — одна з найпопулярніших персонажів в аніме-культурі. Її образ справив великий вплив на розвиток аніме, зокрема на жанр сьонен. Сьогодні в багатьох фільмах та серіалах є персонажі, тією чи іншою мірою схожі на неї. Аянамі Рей присвячений музичний альбом Evangelion: The Birthday of Rei Ayanami та відеогра Neon Genesis Evangelion: Ayanami Raising Project. Кампанія Gainax випускає різноманітну сувенірну продукцію, пов'язану з її образом, наприклад, величезну кількість різноманітних фігурок, артбуки, футболки, плеєри та посуд.

## Створення персонажу

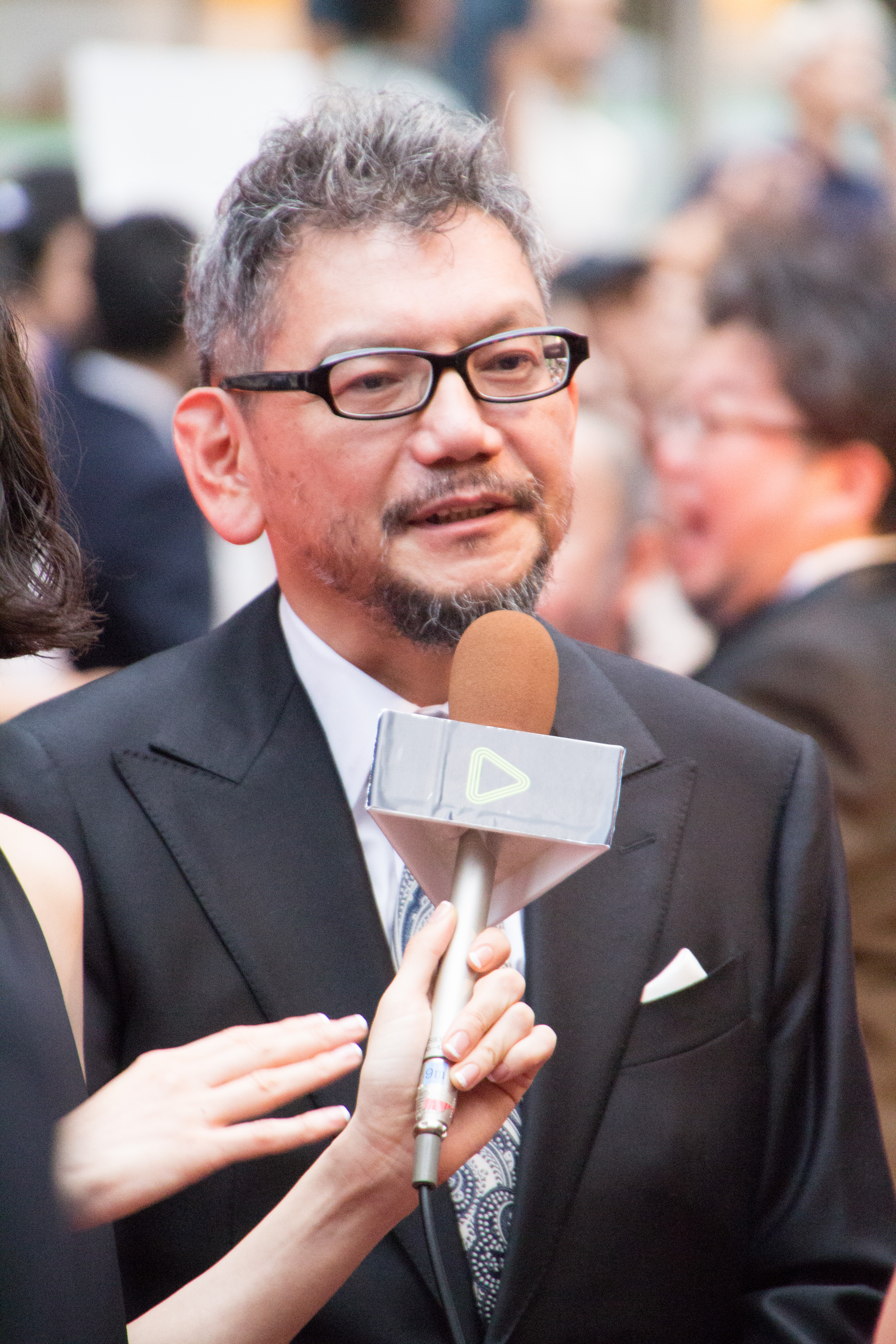
Анно Хідеакі

Ім'я Рей перекладається з японської як нуль (вона пілотує Єву під номером нуль), «холод» або «душа», а Аянамі — як «смужка тканини» або «візерунок хвилі». Всього існує близько 50 ієрогліфів, які читаються як «рей». Режисер серіалу Хідеакі Анно пояснює походження імені так:

| Аянамі походить від назви корабля Імперського флоту Японії. Ім'я «Рей» — гра слів на основі ієрогліфа «零», яка була взята з «Сейлор Мун».Оригінальний текст (яп.) 〇綾波レイ アヤナミは旧日本海軍の艦船から。レイというのは零という単純な掛詞もありますが、セラムンの火野レイちゃんから借りています。[15] |
Часто червоні очі та синє волосся Рей пояснюють тим, що вона — альбінос. Дизайнер персонажів, Садамото Йосіюкі, стверджує, що синє волосся та червоні очі були вибрані для додання Рей додатковій індивідуальності:

| Зробити червоні очі запропонував Анно. Це точно підійде — сказав він. […] (Продюсеру) Схоже, нам бракує індивідуальних рис, в аніме потрібні особливий колір волосся та очей. […] Синє волосся. Просто в нашій попередній роботі Уру (яп. ウル) головний герой був синім. Волосся цієї дівчини ми зробили синім. Після цього Анно почав говорити «чому б не зробити їй червоні очі?». Червоні очі? Спробуйте, добра ідея.Оригінальний текст (яп.) 貞本「目を赤くしたのは庵野さん。庵野さんが、確かにそれで行こうと言ったんだけど。･･･（中略）･･･（プロデューサーに）なんか特徴が足りないって言われて。髪の毛の色と目の色は、やっぱりアニメっぽくしてくれと。見た瞬間にキャラクターがわかる色にしてくれと。･･･（中略）･･･それで髪の毛の青だけは、前の企画の『ウル』の主人公が一人だけ青なんですよ。それだけ持ってきて、女の子、全てのキャラクターは黒なんだけど、女の子だけ髪の毛を青にしたいと。それでやったらなんか、庵野さんが「赤い目にしない？」とか言い始めて。「えーっ、赤い目？」それで塗ってみたら、あっ、かっこいいって。」[16] |
В другому томі манґи вказується, що за основу зовнішності персонажа була узята Укіна із новели Садамото Йосіюкі Кото но Оні (яп. 孤島の鬼), яку він написав для журналу Newtype. Також на Садамото справила вплив пісня Houtai de Massiro na Shoujo («Дівчинка, абсолютно біла від бинтів») японського гурту Kinniku Shoujo Tai. Ще до створення образу Сіндзі Ікарі Садамото, почувши цю пісню, вирішив намалювати таку дівчинку, приречену пілотувати робота. Бинти, відповідно, стали своєрідним фетишем, пов'язаним з образом Рей; вони є, наприклад, на фан-арті, косплеї та сувенірній продукції. Про характер Рей Хідеакі Анно сказав: «Я не хочу показати, що у цієї дівчинки немає почуттів, вона просто не знає про них». І ця різниця між «не має відчуттів» та «не знає про них», як пояснює Меґумі Хаясібара, величезна, оскільки якщо Рей не знає про почуття, то коли вона дізнається, вони можуть зрости.

## Опис персонажа

### Здібності
Аянамі вважається одним з найзагадковіших персонажів у серіалі — навіть її походження не зовсім ясне. Достовірні дані про її минуле та походження практично відсутні з огляду на те, що вся інформація з невідомих причин була стерта до першої появи Рей. Ким була стерта ця інформація — теж невідомо, проте відомо, що командувач Nerv Ґендо Ікарі приховує дійсну природу Рей навіть від Seele, якому він підпорядкований. Технічно, вона є клоном Юі Ікарі, але вона має душу другого ангела Ліліт. Відомо, що в штаб-квартирі Nerv — Геофронті, на фабриці ядер псевдопілотів, яких використовували для безпілотного ведення бою Євангеліонами, є запас її тіл, які, за словами вченого Ріцуко Акаґі, використовуються як для воскресіння Рей, так і як основа для ядер псевдопілотів. Таким чином, ця система забезпечує душі Рей запасні вмістища, тобто штучну реінкарнацію. Вперше Рей з'явилася в 2010 році, коли Ґендо показував їй штаб-квартиру Gehirn. Ґендо представив її, як дочку знайомих, над якою він узяв опікунство. Обставини смерті Рей різняться в різних адаптаціях: в оригінальному аніме-серіалі Рей жертвує собою, заради порятунку Сіндзі, у той час як у повнометражному фільмі The End of Evangelion вона зливається з Ліліт, що стає однією з причин Третього Удару та загибелі всього людства.
В The End of Evangelion, після штурму Геофронта та початку Третього Удару, який став фіналом серіалу, до всіх з людей в Геофронті приходить образ Рей, щоб забрати душу людини до Ліліт та об'єднати всі душі світу в одну, що повинно підняти людство на новий рівень еволюції. Також образ Рей з'являється над океаном у самому кінці The End of Evangelion. У фільмі The End of Evangelion Рей демонструвала здатність до регенерації, відростивши руку, яка відвалилася, та левітації. Після зустрічі з 16-м Ангелом Армісаїлом, який пообіцяв дати їй частину своєї душі, Рей продемонструвала здатність керувати своїм AT-полем, яке використовується Ангелами та Євангеліонами для захисту та як зброя. При цьому її поле було настільки ж сильним, як і у Каору, що мав найсильніше з усіх відомих.

### Характер
Рей вкрай не емоційна, рідко висловлює свою думку або ставлення до чогось, воліючи зберігати все в собі. Однокласник Рей, Кенсуке Аїда, описує її як людину, яка не думає про себе. З розвитком сюжету Аянамі починає відокремлювати власне «Я» від навколишнього світу, у неї формується ставлення до оточуючих, емоції. Рей не любить м'ясо та червоний колір. Варто відзначити, що режисер серіалу Анно Хідеакі також дотримується вегетаріанської дієти. Невід'ємною частиною образу Рей є задумливість, що великою мірою зобов'язана її монологам. У серіалі кілька раз показуються так звані «монологи Рей» — збірки образів на тлі яких за кадром звучить голос Рей, який озвучує її потік свідомості. Невідомо, чи є у героїні які-небудь хобі, проте, у серіалі та фільмі Rebuild of Evangelion можна побачити, що вона в свій вільний час читає книгу. Сторінки однієї з таких книг показані в 9-й серії: вони написані іноземною мовою (незрозуміло якою, помітно тільки, що латиницею) та схожі на науковий твір. У фільмі Evangelion: 1.0 You Are (Not) Alone вона теж читає книгу іноземною мовою, але її тематика не зрозуміла. Нарешті, у неї вдома, на тумбочці, можна побачити невеликий стос книг. У кінці серіалу, в альтернативному світі 26-ї серії (один з можливих світів, показаних для Сіндзі Ікарі), який відомий під ім'ям Шкільна Єва (яп. 学園エヴァ), її характер абсолютно міняється. Вона стає набагато відкритішою та балакучішою і одночасно агресивнішою. Ця зміна шокувала японських фанатів серіалу. Оскільки в альтернативному світі Рей схожа на головну героїню аніме Slayers — Ліну Інверс, яку також озвучувала Меґумі Хаясібара, Рей з альтернативного світу відома серед фанатів, як Ліна Рей.
Спочатку головний герой «Євангеліону» Сіндзі Ікарі був представлений Рей як її заміна. Її ставлення до Сіндзі було досить нейтральним, спроби Сіндзі зблизитись в п'ятій серії провалились, а слова про недовіру Сіндзі до Ґендо закінчилися ляпасом. Проте пізніше, Рей починає ставитися до Сіндзі тепліше: відвідує в лікарні (чого не робили інші персонажі), інколи посміхається йому (один раз — на прохання Сіндзі, але до цього посміхалася вона тільки Ґендо). Сіндзі ж заробив перше в житті Рей «дякую». У 23-й серії оригінального серіалу в бою з Ангелом Армісаїлом Рей пожертвувала собою, заради порятунку Сіндзі. У цьому ж епізоді Рей зізнається, що її душа хоче бути з Сіндзі, а у вирізаних сценах до цієї серії — тіло Ангела Армісаїла, яке до цього мало форму джгута, безпосередньо перед цими словами перетворюється на двійника Рей, який обіймає Єву-01 пілотовану Сіндзі. Також у фільмі The End of Evangelion Рей покидає Ґендо заради Сіндзі. Стосунки цієї пари розвиваються не дуже швидко, що, проте, можна сказати і про будь-яку іншу пару в серіалі, до того ж у стосунках Сіндзі та Рей практично відсутні конфлікти.
На початку серіалу центральною фігурою для Рей є її творець та опікун Ґендо Ікарі. Цей факт, а також особливості її психіки пояснюються тим, що дитинство Рей пройшло в закритій лабораторії, і Ґендо був єдиною людиною, яка проявляла до неї хоч якусь турботу, вважаючи, що якщо Рей є клоном його дружини Юі, то вона зберігає в собі частинку її душі. Але поступово Рей починає від нього віддалятися та після другої смерті разом з 16-м Ангелом ламає окуляри Ґендо, які раніше зберігала. Через відлюдкуватість Рей її взаємини з рештою персонажів зазвичай зводяться до коротких діалогів за крайньої потреби. Ріцуко Акаґі таємно ревнує Рей до Ґендо, а спілкування з новим пілотом Аскою переростає в мовчазний конфлікт. Перша та єдина спроба Аски потоваришувати провалюється, а через 2 серії Аска вже підозрює, що Рей її зневажає. Гаряча та честолюбна Аска не може зрозуміти Рей, вона пробує викликати в неї хоч якісь емоції образами однак Аянамі байдужі ці спроби. Подібна незворушність дратує Аску. У 22-й серії справа доходить до рукоприкладства — отримавши від Рей пораду вилити душу Євангеліону, Аска називає Рей лялькою та дає ляпаса.

## Манґа
В манзі характер Рей майже не змінився, проте, дається відповідь на запитання, чому вона стала пілотом. Як пояснює вона сама, пілотування для неї — зв'язок і у неї нічого не немає крім цього. Неначе вона народилася, що б пілотувати Єву. І якщо вона перестане бути пілотом — у неї не залишиться нічого. Це все одно, що померти. Також у манзі можна знайти додаткову інформацію про відношення Рей до Ґендо — хоча Ґендо і проявляє турботу про Рей, розмовляють вони тільки про роботу і Рей вважає, що насправді він думає не про неї, а про когось іншого. Вперше Рей з'являється в манзі, коли керує Євангеліоном-01. Спочатку вона поводиться по відношенню до Сіндзі досить прохолодно, стверджуючи, що і сама непогано впоралася б з пілотуванням Єви-01. Проте надалі лінія їх стосунків показана набагато чіткіше, ніж в аніме-серіалі. Коли Сіндзі вперше торкається Рей відразу після прибуття в Токіо-3, вона нічого не відчуває. Але в сцені, де Сіндзі витягує її з контактної капсули, Рей відчуває тепло, що йде від руки Сіндзі, а коли вона обпеклася, готуючи чай, і Сіндзі сунув її руку під холодну воду — вона була щаслива, що він піклується про неї. Також, коли Армісаїл, який вторгся в Єву-00, вступає з Рей в контакт і пропонує стати одним цілим — він прямо стверджує, що Рей хотіла б, щоб Ікарі-кун (так зазвичай звертається до нього Рей) дивився тільки на неї. Після того, як Армісаїл одночасно вторгся в Єви Рей та П'ятого Дитя, Наґісу Каору — почуття Рей проникають в Каору, що надалі примушує його чіплятися до Сіндзі. Крім того, Рей самостійно робить цілком успішні кроки по зближенню з Сіндзі, наприклад, запрошує його до себе додому.
На відміну від серіалу, в манзі саме Рей допомагає Сіндзі покинути Євангеліон. Згідно з манґою, Єва-01, видаючи себе за матір Сіндзі, успішно переконала його в тому, що він вже досить бився, тому не повинен продовжувати бій, і може залишатися вічно всередині Євангеліона. Проте, після втручання Рей, Сіндзі змінив своє рішення. Додана додаткова інформація про походження Рей — Ріцуко розповідає, що її душа була штучно поміщена в тіло, що спочатку народилося без душі. У той же час у манзі погіршали стосунки з Ріцуко: та ненавидить Рей аж до того, що намагається її вбити. Проте вона ж і підтримує життя в тілі Рей.

## Інші продукти

### Ayanami Raising Project
Neon Genesis Evangelion: Ayanami Raising Project — комп'ютерна гра в жанрі симулятор життя, розроблена компаніями Gainax та BROCCOLI, за мотивами аніме та манґи Neon Genesis Evangelion. Інтерфейс гри схожий з інтерфейсом серії ігор Princess Maker, яка теж створена Gainax. Гра вийшла на платформі Windows в 2001 році. Наступного року з'явилась версія для платформи Dreamcast. Роком пізніше вийшла версія гри для PlayStation 2 під назвою Ayanami Raising Project with Asuka Supplementing Project. У ній, крім можливості керувати розвитком Аянамі Рей, був доданий це один персонаж — Аска Ленґлі Сорю. 2008 року вийшла версія гри для платформи Nintendo DS.

### The Birthday of Rei Ayanami
Evangelion: The Birthday of Rei Ayanami — 12-й альбом, що вийшов під торговою маркою Neon Genesis Evangelion. Альбом присвячений Аянамі Рей. В альбом входить фонова музика та інструментальні композиції, пов'язані з появою Рей в серіалі та фільмах, а також пісні, які виконує її сейю — Хаясібара Меґумі. Альбом вийшов у Японії 30 березня 2001 року, в 34-й день народження Хаясібари. Ілюстрація обкладинки та оформлення альбому створені Йосіюкі Садамото, дизайнером персонажів серіалу.

### Інші твори
У першій частині фільму Rebuild of Evangelion її характер не зазнав значних змін. На відміну від серіалу, Рей тепер називають не «Перше Дитя», а «Перша Дівчинка» (яп. 第1の少女). У тібі-ситкомі Petit Eva: Evangelion@school, у якому використовуються персонажі Євангеліона, обіграні «втілення» Рей. У серіалі присутньо одночасно три сестри Аянамі — (в порядку старшинства) мовчазна та закохана в Сіндзі Аянамі, енергійна Супокон та 4-річна Тібі-намі. Рей присвячений артбук Neon Genesis Evangelion — Ayanami Rei Ikusei Keikaku. У відеогрі Girlfriend Of Steel Рей часто можна зустріти вдома у Місато та Сіндзі, проте участі в розвитку сюжету вона практично не бере. У відеогрі Neon Genesis Evangelion: Iron Maiden 2nd характер Рей відповідає альтернативному світу 26-ї серії основного серіалу і вона є однією з претенденток на серце Сіндзі. Також, вона з'являється в манзі Neon Genesis Evangelion: Angelic Days за мотивам цієї гри. Рей з'являється в грі Neon Genesis Evangelion: Shinji Ikari Raising Project та в манзі за її мотивам. Також, Рей, без значних змін характеру, з'являється в манзі Neon Genesis Evangelion: Gakuen Datenroku.

## Популярність

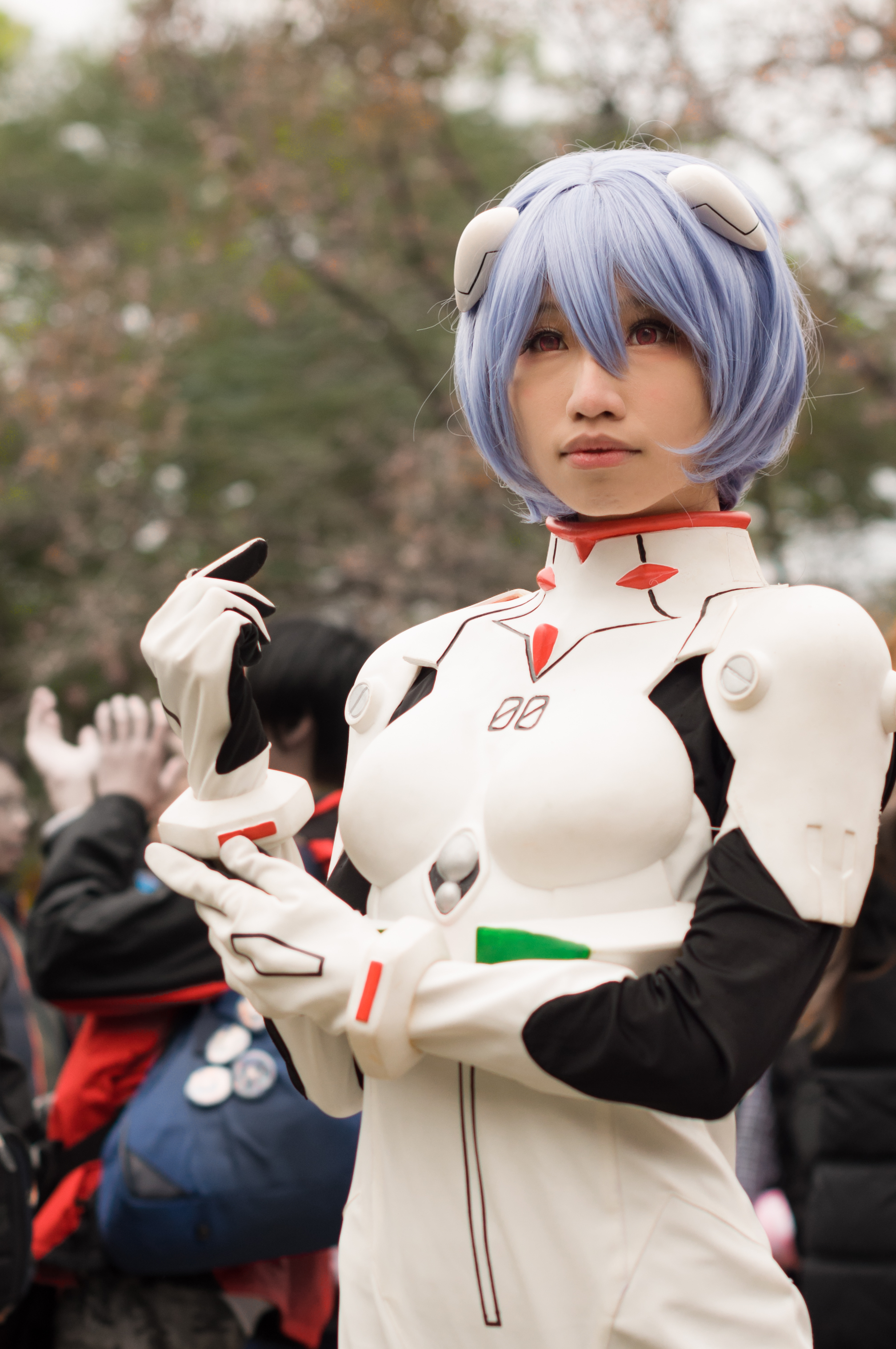
Косплей Рей Аянамі

Рей залишається одним з найвідоміших і найулюбленіших персонажів в аніме. Два роки поспіль, у 1996 та 1997 роках, читачі відомого японського журналу Animage нагороджували її титулом «найкращий жіночий персонаж року». У тому ж році по рейтингу цього журналу вона була визнана найкращим персонажем року та протрималася в двадцятці найпопулярніших персонажів до 1999 року, залишаючись при цьому найпопулярнішим героєм «Євангеліона». 2007 року Рей знову опинилася в «Топ-100 найпопулярніших персонажів» за версією журналу Animage. Аянамі увійшла в «Топ-100 найпопулярніших персонажів» по рейтингу телеканалу TV Asahi у 2002 році. У цей список, крім неї, потрапив головний герой «Євангеліону» Шінджі Ікарі (Рей зайняла вище місце, ніж він). Крім симпатій глядачів, вона також подобається і її дизайнерові Йосіюкі Садамото. У другому томі манґи він затверджує, що хоча костюми пілотів Євангеліонів чомусь ігноруються в косплєї, він проте хотів би побачити косплей, в якому були б блакитне волосся та білий костюм пілота (тобто косплей Рей). 2 квітня 2009 року, компанією Yahoo! було проведено опитування про те, які актори найбільш підійдуть на роль персонажів в ігровій версії Євангеліону. За результатами цього опитування, найвідповіднішим актором на роль Рей була вибрана японська акторка Макі Хорікіта.
Величезний фендом, що кристалізувався навколо неї, присвячує їй цілі сайти, статті, фанфіки, фан-арт та інше. Варто відзначити, що симпатії фанатів серіалу, як правило, діляться між Рей та Аскою Ленґлі Сорю в приблизно рівній пропорції. Серед причин популярності Рей можна назвати цілий ряд чинників. Всі події серіалу так чи інакше були пов'язані з «Першим Дитям» — від тестування першого прототипу Євангеліона та створення системи автономного пілотування до Третього Удару. Рей постійно оповита ореолом таємниці, який безвідмовно діє на чоловічу половину аудиторії. Далеко не останню роль грає те, що Аянамі озвучує одна з найпопулярніших сейю сучасності — Меґумі Хаясібара.
Популярність Рей розповсюджується переважно на чоловічу аудиторію, що, ймовірно, пояснюється тим, що Євангеліон в цілому спочатку був на неї націлений. Наприклад костюми пілотів цілком можна вважати фансервісом, особливо враховуючи, що двоє з трьох пілотів — дівчата. Образ Аянамі Рей справив величезний вплив на аніме, створене після 1995-го року. У багатьох фільмах та серіалах (особливо жанру сьонен) зустрічаються персонажі, у тому або іншому ступені схожі на неї — замкнуті дивні дівчата, які часто зберігають глибоко в собі неприємні таємниці та справжні сторони своєї душі. Цей тренд часто критикується отаку, проте він продовжує існувати завдяки лояльності величезного фендома. Типовими прикладами його є Наґато Юкі (Suzumiya Haruhi), Єва (Black Cat), Ай Ема (Hell Girl), Рурик Тшекішіма (Shizuku), Рурі Хосіно (Martian Successor Nadesico), Міхара (Gasaraki), ваніль Н (Galaxy Angel), Нея (Mugen no Ryvius), Риза Hawkeye (Сталевий алхімік), Дороті R Уейнрайт (The Big O), Anthy Himemiya (Utena, la fillette révolutionnaire) та Lain Ивакура (serial experiments lain). Пісня «Arue» групи Bump of Chicken присвячена Аянамі Рей. Назва та ім'я дівчини, про яку співається в пісні, походить від ініціалів Рей — «アルエ(Arue) → R・A → Rei・Ayanami → 綾波レイ». Напередодні виходу фільму Evangelion: 1.0 You Are [Not] Alone Рей з'явилась на обкладинці японської версії журналу Rolling Stone.